# Danh sách tiểu hành tinh: 6601–6700
| Tên                  | Tên đầu tiên | Ngày phát hiện       | Nơi phát hiện            | Người phát hiện                                        |
| -------------------- | ------------ | -------------------- | ------------------------ | ------------------------------------------------------ |
| 6601                 | 1988 XK1     | 7 tháng 12 năm 1988  | Kushiro                  | S. Ueda, H. Kaneda                                     |
| 6602 Gilclark        | 1989 EC      | 4 tháng 3 năm 1989   | Palomar                  | E. F. Helin                                            |
| 6603 Marycragg       | 1990 KG      | 19 tháng 5 năm 1990  | Palomar                  | E. F. Helin                                            |
| 6604 Ilias           | 1990 QE8     | 16 tháng 8 năm 1990  | La Silla                 | E. W. Elst                                             |
| 6605                 | 1990 SM9     | 22 tháng 9 năm 1990  | La Silla                 | E. W. Elst                                             |
| 6606 Makino          | 1990 UF      | 16 tháng 10 năm 1990 | Geisei                   | T. Seki                                                |
| 6607 Matsushima      | 1991 UL2     | 29 tháng 10 năm 1991 | Kitami                   | K. Endate, K. Watanabe                                 |
| 6608 Davidecrespi    | 1991 VC4     | 2 tháng 11 năm 1991  | Palomar                  | E. F. Helin                                            |
| 6609                 | 1992 BN      | 28 tháng 1 năm 1992  | Kushiro                  | S. Ueda, H. Kaneda                                     |
| 6610 Burwitz         | 1993 BL3     | 28 tháng 1 năm 1993  | Yakiimo                  | A. Natori, T. Urata                                    |
| 6611                 | 1993 VW      | 9 tháng 11 năm 1993  | Palomar                  | E. F. Helin, J. Alu                                    |
| 6612 Hachioji        | 1994 EM1     | 10 tháng 3 năm 1994  | Yatsugatake              | Y. Kushida, O. Muramatsu                               |
| 6613 Williamcarl     | 1994 LK      | 2 tháng 6 năm 1994   | Catalina Station         | C. W. Hergenrother                                     |
| 6614 Antisthenes     | 6530 P-L     | 24 tháng 9 năm 1960  | Palomar                  | C. J. van Houten, I. van Houten-Groeneveld, T. Gehrels |
| 6615 Plutarchos      | 9512 P-L     | 17 tháng 10 năm 1960 | Palomar                  | C. J. van Houten, I. van Houten-Groeneveld, T. Gehrels |
| 6616 Plotinos        | 1175 T-1     | 25 tháng 3 năm 1971  | Palomar                  | C. J. van Houten, I. van Houten-Groeneveld, T. Gehrels |
| 6617 Boethius        | 2218 T-1     | 25 tháng 3 năm 1971  | Palomar                  | C. J. van Houten, I. van Houten-Groeneveld, T. Gehrels |
| 6618                 | 1936 SO      | 16 tháng 9 năm 1936  | Flagstaff                | C. W. Tombaugh                                         |
| 6619 Kolya           | 1973 SS4     | 27 tháng 9 năm 1973  | Nauchnij                 | L. I. Chernykh                                         |
| 6620 Peregrina       | 1973 UC      | 25 tháng 10 năm 1973 | Đài thiên văn Zimmerwald | P. Wild                                                |
| 6621 Timchuk         | 1975 VN5     | 2 tháng 11 năm 1975  | Nauchnij                 | T. M. Smirnova                                         |
| 6622 Matvienko       | 1978 RG1     | 5 tháng 9 năm 1978   | Nauchnij                 | N. S. Chernykh                                         |
| 6623                 | 1979 MY2     | 25 tháng 6 năm 1979  | Siding Spring            | E. F. Helin, S. J. Bus                                 |
| 6624                 | 1980 SG      | 16 tháng 9 năm 1980  | Kleť                     | Z. Vávrová                                             |
| 6625 Nyquist         | 1981 EX41    | 2 tháng 3 năm 1981   | Siding Spring            | S. J. Bus                                              |
| 6626 Mattgenge       | 1981 EZ46    | 2 tháng 3 năm 1981   | Siding Spring            | S. J. Bus                                              |
| 6627                 | 1981 FT      | 27 tháng 3 năm 1981  | Kleť                     | Z. Vávrová                                             |
| 6628 Dondelia        | 1981 WA1     | 24 tháng 11 năm 1981 | Anderson Mesa            | E. Bowell                                              |
| 6629 Kurtz           | 1982 UP      | 17 tháng 10 năm 1982 | Anderson Mesa            | E. Bowell                                              |
| 6630 Skepticus       | 1982 VA1     | 15 tháng 11 năm 1982 | Anderson Mesa            | E. Bowell                                              |
| 6631 Pyatnitskij     | 1983 RQ4     | 4 tháng 9 năm 1983   | Nauchnij                 | L. V. Zhuravleva                                       |
| 6632 Scoon           | 1984 UX1     | 29 tháng 10 năm 1984 | Anderson Mesa            | E. Bowell                                              |
| 6633                 | 1986 TR4     | 11 tháng 10 năm 1986 | Đài thiên văn Brorfelde  | P. Jensen                                              |
| 6634                 | 1987 KB      | 23 tháng 5 năm 1987  | Campinas                 | Campinas                                               |
| 6635 Zuber           | 1987 SH3     | 16 tháng 9 năm 1987  | Palomar                  | C. S. Shoemaker, E. M. Shoemaker                       |
| 6636 Kintanar        | 1988 RK8     | 11 tháng 9 năm 1988  | Smolyan                  | V. G. Shkodrov                                         |
| 6637 Inoue           | 1988 XZ      | 3 tháng 12 năm 1988  | Kitami                   | K. Endate, K. Watanabe                                 |
| 6638                 | 1989 CA      | 2 tháng 2 năm 1989   | Yorii                    | M. Arai, H. Mori                                       |
| 6639 Marchis         | 1989 SO8     | 25 tháng 9 năm 1989  | La Silla                 | H. Debehogne                                           |
| 6640 Falorni         | 1990 DL      | 24 tháng 2 năm 1990  | Bologna                  | Osservatorio San Vittore                               |
| 6641 Bobross         | 1990 OK2     | 29 tháng 7 năm 1990  | Palomar                  | H. E. Holt                                             |
| 6642 Henze           | 1990 UE3     | 16 tháng 10 năm 1990 | Oohira                   | T. Urata                                               |
| 6643 Morikubo        | 1990 VZ      | 7 tháng 11 năm 1990  | Yatsugatake              | Y. Kushida, O. Muramatsu                               |
| 6644 Jugaku          | 1991 AA      | 5 tháng 1 năm 1991   | Kitami                   | A. Takahashi, K. Watanabe                              |
| 6645 Arcetri         | 1991 AR1     | 11 tháng 1 năm 1991  | Palomar                  | E. F. Helin                                            |
| 6646 Churanta        | 1991 CA3     | 14 tháng 2 năm 1991  | Palomar                  | E. F. Helin                                            |
| 6647 Josse           | 1991 GG5     | 8 tháng 4 năm 1991   | La Silla                 | E. W. Elst                                             |
| 6648                 | 1991 PM11    | 9 tháng 8 năm 1991   | Palomar                  | H. E. Holt                                             |
| 6649 Yokotatakao     | 1991 RN      | 5 tháng 9 năm 1991   | Yakiimo                  | A. Natori, T. Urata                                    |
| 6650 Morimoto        | 1991 RS1     | 7 tháng 9 năm 1991   | Kitami                   | K. Endate, K. Watanabe                                 |
| 6651                 | 1991 RV9     | 10 tháng 9 năm 1991  | Palomar                  | H. E. Holt                                             |
| 6652                 | 1991 SJ1     | 16 tháng 9 năm 1991  | Palomar                  | H. E. Holt                                             |
| 6653 Feininger       | 1991 XR1     | 10 tháng 12 năm 1991 | Tautenburg Observatory   | F. Börngen                                             |
| 6654 Luleå           | 1992 DT6     | 29 tháng 2 năm 1992  | La Silla                 | UESAC                                                  |
| 6655 Nagahama        | 1992 EL1     | 8 tháng 3 năm 1992   | Dynic                    | A. Sugie                                               |
| 6656 Yokota          | 1992 FF      | 23 tháng 3 năm 1992  | Kitami                   | K. Endate, K. Watanabe                                 |
| 6657 Otukyo          | 1992 WY      | 17 tháng 11 năm 1992 | Dynic                    | A. Sugie                                               |
| 6658 Akiraabe        | 1992 WT2     | 18 tháng 11 năm 1992 | Kitami                   | K. Endate, K. Watanabe                                 |
| 6659 Pietsch         | 1992 YN      | 24 tháng 12 năm 1992 | Oohira                   | T. Urata                                               |
| 6660 Matsumoto       | 1993 BC      | 16 tháng 1 năm 1993  | Geisei                   | T. Seki                                                |
| 6661 Ikemura         | 1993 BO      | 17 tháng 1 năm 1993  | Kani                     | Y. Mizuno, T. Furuta                                   |
| 6662                 | 1993 BP13    | 22 tháng 1 năm 1993  | Kushiro                  | S. Ueda, H. Kaneda                                     |
| 6663 Tatebayashi     | 1993 CC      | 12 tháng 2 năm 1993  | Oizumi                   | T. Kobayashi                                           |
| 6664 Tennyo          | 1993 CK      | 14 tháng 2 năm 1993  | Oizumi                   | T. Kobayashi                                           |
| 6665 Kagawa          | 1993 CN      | 14 tháng 2 năm 1993  | Oohira                   | T. Urata                                               |
| 6666 Frö             | 1993 FG20    | 19 tháng 3 năm 1993  | La Silla                 | UESAC                                                  |
| 6667 Sannaimura      | 1994 EK2     | 14 tháng 3 năm 1994  | Yatsugatake              | Y. Kushida, O. Muramatsu                               |
| 6668                 | 1994 GY8     | 11 tháng 4 năm 1994  | Kushiro                  | S. Ueda, H. Kaneda                                     |
| 6669 Obi             | 1994 JA1     | 5 tháng 5 năm 1994   | Kitami                   | K. Endate, K. Watanabe                                 |
| 6670 Wallach         | 1994 LL1     | 4 tháng 6 năm 1994   | Palomar                  | C. S. Shoemaker, D. H. Levy                            |
| 6671 Concari         | 1994 NC1     | 5 tháng 7 năm 1994   | Palomar                  | E. F. Helin                                            |
| 6672 Corot           | 1213 T-1     | 24 tháng 3 năm 1971  | Palomar                  | C. J. van Houten, I. van Houten-Groeneveld, T. Gehrels |
| 6673 Degas           | 2246 T-1     | 25 tháng 3 năm 1971  | Palomar                  | C. J. van Houten, I. van Houten-Groeneveld, T. Gehrels |
| 6674 Cézanne         | 4272 T-1     | 26 tháng 3 năm 1971  | Palomar                  | C. J. van Houten, I. van Houten-Groeneveld, T. Gehrels |
| 6675 Sisley          | 1493 T-2     | 29 tháng 9 năm 1973  | Palomar                  | C. J. van Houten, I. van Houten-Groeneveld, T. Gehrels |
| 6676 Monet           | 2083 T-2     | 29 tháng 9 năm 1973  | Palomar                  | C. J. van Houten, I. van Houten-Groeneveld, T. Gehrels |
| 6677 Renoir          | 3045 T-3     | 16 tháng 10 năm 1977 | Palomar                  | C. J. van Houten, I. van Houten-Groeneveld, T. Gehrels |
| 6678 Seurat          | 3422 T-3     | 16 tháng 10 năm 1977 | Palomar                  | C. J. van Houten, I. van Houten-Groeneveld, T. Gehrels |
| 6679 Gurzhij         | 1969 UP1     | 16 tháng 10 năm 1969 | Nauchnij                 | L. I. Chernykh                                         |
| 6680                 | 1970 WD      | 24 tháng 11 năm 1970 | Hamburg-Bergedorf        | L. Kohoutek                                            |
| 6681 Prokopovich     | 1972 RU3     | 6 tháng 9 năm 1972   | Nauchnij                 | L. V. Zhuravleva                                       |
| 6682 Makarij         | 1973 ST3     | 25 tháng 9 năm 1973  | Nauchnij                 | L. V. Zhuravleva                                       |
| 6683 Karachentsov    | 1976 GQ2     | 1 tháng 4 năm 1976   | Nauchnij                 | N. S. Chernykh                                         |
| 6684 Volodshevchenko | 1977 QU      | 19 tháng 8 năm 1977  | Nauchnij                 | N. S. Chernykh                                         |
| 6685 Boitsov         | 1978 QG2     | 31 tháng 8 năm 1978  | Nauchnij                 | N. S. Chernykh                                         |
| 6686 Hernius         | 1979 QC2     | 22 tháng 8 năm 1979  | La Silla                 | C.-I. Lagerkvist                                       |
| 6687 Lahulla         | 1980 FN1     | 16 tháng 3 năm 1980  | La Silla                 | C.-I. Lagerkvist                                       |
| 6688 Donmccarthy     | 1981 ER17    | 2 tháng 3 năm 1981   | Siding Spring            | S. J. Bus                                              |
| 6689 Floss           | 1981 EQ24    | 2 tháng 3 năm 1981   | Siding Spring            | S. J. Bus                                              |
| 6690 Messick         | 1981 SY1     | 25 tháng 9 năm 1981  | Anderson Mesa            | B. A. Skiff                                            |
| 6691                 | 1984 DX      | 26 tháng 2 năm 1984  | La Silla                 | H. Debehogne                                           |
| 6692                 | 1985 HL      | 18 tháng 4 năm 1985  | Kleť                     | Z. Vávrová                                             |
| 6693                 | 1986 CC2     | 12 tháng 2 năm 1986  | La Silla                 | H. Debehogne                                           |
| 6694                 | 1986 PF      | 4 tháng 8 năm 1986   | Palomar                  | INAS                                                   |
| 6695 Barrettduff     | 1986 PD1     | 1 tháng 8 năm 1986   | Palomar                  | E. F. Helin                                            |
| 6696 Eubanks         | 1986 RC1     | 1 tháng 9 năm 1986   | Harvard Observatory      | Oak Ridge Observatory                                  |
| 6697 Celentano       | 1987 HM1     | 24 tháng 4 năm 1987  | Kleť                     | Z. Vávrová                                             |
| 6698 Malhotra        | 1987 SL1     | 21 tháng 9 năm 1987  | Anderson Mesa            | E. Bowell                                              |
| 6699 Igaueno         | 1987 YK      | 19 tháng 12 năm 1987 | Geisei                   | T. Seki                                                |
| 6700 Kubišová        | 1988 AO1     | 12 tháng 1 năm 1988  | Kleť                     | Z. Vávrová                                             |